# Torre Marcela

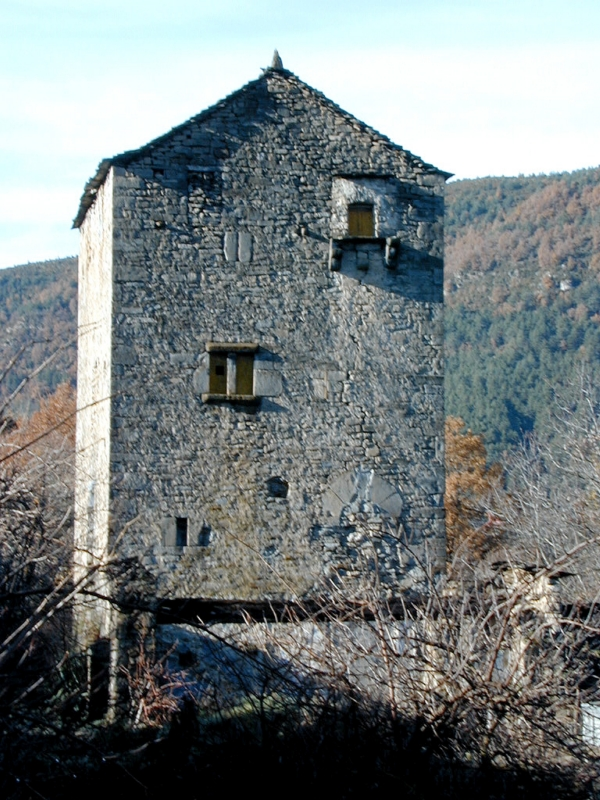
Torre Marcela en Bergua, municipio de Broto.

Torre Marcela es un monumento declarado Bien de Interés Cultural por el Gobierno de Aragón. Se encuentra en Bergua,  una pequeña localidad de la provincia de Huesca que pertenece al ayuntamiento de Broto, y en la que también se levanta otra torre defensiva (BIC) denominada Torre aneja a la iglesia y que popularmente se conoce en la localidad como Torre de Casa Agustín.

## Descripción
El conjunto está formado por torre y una vivienda que fue añadida años después. Todo el edificio se ha visto afectado por innumerables modificaciones y ampliaciones.
La torre
es de planta cuadrada, dividida en planta baja, tres pisos y falsa, con tejado de losas a dos aguas, es una torre defensiva por lo que inicialmente tenía la puerta en alto, como atestiguan
sus restos tapiados. Esta entrada se defendía desde lo alto con matacán del que sólo permanecen las ménsulas y tiene aspilleras en los tres pisos superiores. 

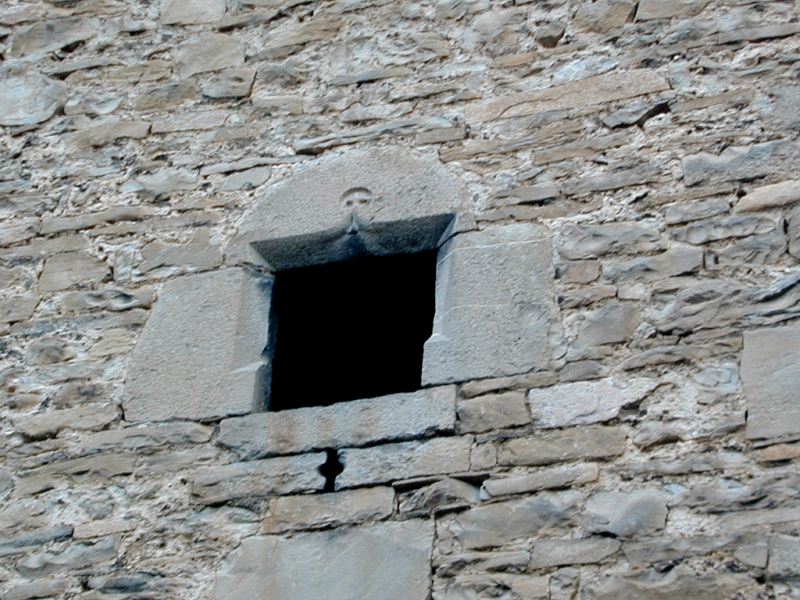
Grabado en ventana de Torre Marcela. Comarca de Sobrarbe (Huesca).

## Historia
La construcción original se inició en 1550
para finalizar en 1600. Con posterioridad se construyó la vivienda en 1869 y se sospecha que se produjeron algunas alteraciones sobre la edificación inicial